# Tegalbangsri
Tegalbangsri is een bestuurslaag in het regentschap Lumajang van de provincie Oost-Java, Indonesië. Tegalbangsri telt 2052 inwoners (volkstelling 2010).